# 狭山市立西中学校
狭山市立西中学校（さやましりつにしちゅうがっこう）は、埼玉県狭山市の公立中学校。

## 沿革
- 1960年4月 - 狭山市立水富中学校・狭山市立柏原中学校（旧）・狭山市立入間川中学校（旧）の一部を統合し狭山市立西中学校開校。校地は旧狭山市立水富中学校（1966年4月、旧狭山市立柏原中学校校地に狭山市立柏原小学校新校舎竣工移転。1982年4月、狭山市立柏原小学校旧校地に狭山市立柏原中学校（現）開校）。
- 1962年4月 - 現校地に新校舎竣工し移転（同月、埼玉県立狭山工業高等学校が開校し旧校舎は同高校の仮校舎となる。1963年4月、同高校移転。1969年4月、旧校地に狭山市立水富幼稚園開園）。

## 部活動

### 運動部
- 男女陸上部
- 野球部
- 女子ソフトボール部
- サッカー部
- 男女ソフトテニス部
- 男女バスケットボール部
- 女子バレーボール部
- 男子卓球部
- 男女柔道部
- 男女剣道部

### 文化部
- 家庭科部
- 吹奏楽部
- 美術部
- エイサー部（おおぞら学級のみ）

## 交通
- 西武新宿線 狭山市駅下車

## 著名な出身者
- 三ッ田啓希（プロサッカー選手）
- 津森千里（デザイナー）